# Mizu no Hoshi e Ai wo Komete (álbum)
Mizu no Hoshi e Ai wo Komete (水の星へ愛をこめて) es el primer álbum de estudio de la cantante japonesa Hiroko Moriguchi, publicado a través de Starchild Records en LP el 21 de noviembre de 1985 y en CD el 5 de diciembre de 1985. La canción que da nombre al álbum – publicada como el sencillo principal del álbum el 7  de agosto de 1985 – fue escrita por Neil Sedaka y Masao Urino, y fue usada como el segundo tema de apertura de la serie de anime Mobile Suit Zeta Gundam (1985).

## Lista de canciones
| Lado uno |                                                        |             |                 |          |  |
| N.º      | Título                                                 | Letras      | Música          | Duración |  |
| 1.       | «Ryūsei wo Miteta Yoru» (流星を見てた夜)               | Keiko Asō   | Hideya Nakazaki | 4:37     |  |
| 2.       | «Hoshi ni Natta Koi» (星になった恋)                    | Hiromi Mori | Hiroaki Sei     | 4:40     |  |
| 3.       | «Winter Wink» (ウィンター・ウィンク)                   | Asō         | Kōji Makaino    | 3:57     |  |
| 4.       | «Gin'iro Dress» (銀色ドレス)                           | Rin Iogi    | Makaino         | 3:58     |  |
| 5.       | «Slow Goodbye ga Kikoeru» (スロウ・グッバイが聴こえる) | Asō         | Masaaki Hirao   | 4:34     |  |
| 21:46    |                                                        |             |                 |          |  |

| Lado dos |                                                                                           |             |                 |          |  |
| N.º      | Título                                                                                    | Letras      | Música          | Duración |  |
| 1.       | «Mizu no Hoshi e Ai wo Komete (instrumental)» (水の星へ愛をこめて (インストゥルメンタル)) |             | Neil Sedaka     | 2:36     |  |
| 2.       | «Smile Again»                                                                             | Mori        | Akihiro Yoshimi | 3:44     |  |
| 3.       | «Freeze»                                                                                  | Asō         | Makaino         | 5:07     |  |
| 4.       | «You (Itoshii, Hito)» (YOU(愛しい、ひと))                                                 | Mori        | Makaino         | 4:03     |  |
| 5.       | «Mizu no Hoshi e Ai wo Komete» (水の星へ愛をこめて)                                       | Masao Urino | Sedaka          | 3:39     |  |
| 19:09    |                                                                                           |             |                 |          |  |